# Municipio de Bear Lake (condado de Kalkaska)
El municipio de Bear Lake (en inglés: Bear Lake Township) es un municipio ubicado en el condado de Kalkaska en el estado estadounidense de Míchigan. En el año 2010 tenía una población de 667 habitantes y una densidad poblacional de 3,56 personas por km².

## Geografía
El municipio de Bear Lake se encuentra ubicado en las coordenadas 44°40′48″N 84°54′16″O / 44.68000, -84.90444. Según la Oficina del Censo de los Estados Unidos, el municipio tiene una superficie total de 187.32 km², de la cual 184,11 km² corresponden a tierra firme y (1,71 %) 3,21 km² es agua.

## Demografía
Según el censo de 2010, había 667 personas residiendo en el municipio de Bear Lake. La densidad de población era de 3,56 hab./km². De los 667 habitantes, el municipio de Bear Lake estaba compuesto por el 97,75 % blancos, el 0,45 % eran amerindios y el 1,8 % eran de una mezcla de razas. Del total de la población el 0,9 % eran hispanos o latinos de cualquier raza.